# Pierre-Louis Péchenard
Pierre-Louis Péchenard (Gespunsart, 5 dicembre 1842 – Soissons, 27 maggio 1920) è stato un vescovo cattolico e storico francese, 2º rettore dell'Institut catholique de Paris dal 1896 al 1906, e vescovo di Soissons dal 1907 alla morte.

## Biografia
Pierre-Louis Péchenard iniziò la sua vita lavorativa come chiodatore, il mestiere del padre.

### Formazione e ministero sacerdotale
Studiò al collegio di Charleville nel 1860, poi al seminario minore di Reims nel 1863. Dopo aver completato gli studi in teologia, entrò alla scuola carmelitana di Parigi, dove prese la licenza in lettere nel luglio 1868 e ottenne il dottorato in lettere nel 1876, con due tesi, una su Jean II Jouvenel des Ursins, e l'altra, in latino, sulla Scuola di Reims nel X secolo. Nel 1881 gli furono conferiti i titoli di dottore in teologia e dottore in diritto canonico.
Ordinato sacerdote il 6 giugno 1868 a Parigi, fu per quattro anni parroco di La Neuville-aux-Tourneurs, nelle Ardenne. Nel 1872 divenne insegnante del secondo anno al seminario di Reims, nel 1873 insegnante di storia al collegio di Charleville e nel 1876 preside del seminario minore di Reims.
Nel 1879 il suo vescovo, Benoît Langénieux, lo nominò vicario generale di Reims. Nel 1887 ricevette la dignità di protonotario apostolico. Fu membro dell'Académie nationale de Reims, di cui fu anche presidente annuale nel 1893..
Il 25 novembre 1896 fu nominato rettore dell'Istitut catholique de Paris. Si impegnò a risanare la situazione finanziaria e a trovare nuove fonti di finanziamento. Continuò la ristrutturazione dell'Istituto iniziata dal suo predecessore, lanciando una nuova campagna di sottoscrizione e realizzando poi i lavori dal maggio 1897 all'ottobre 1898, in vista dell'inizio del nuovo anno accademico del 1898. Aprì un secondo seminario accademico, dedicato a san Vincenzo de' Paoli e gestito dai Lazzaristi, al numero 88 di rue du Cherche-Midi (che chiuse nel 1912). Il 23 novembre 1899, fondando una facoltà di filosofia all'interno dell'istituto, separata dalla facoltà di teologia, espose gli obiettivi di questa scelta con queste parole:
(Claude Bressolette, La fondation de la Faculté de philosophie à l'Institut catholique de Paris, 1875-1895-1912, 1997)
Dovette anche affrontare l'applicazione della legge sulla separazione tra Chiesa e Stato. Sfuggì agli inventari e ottenne un modus vivendi per i terreni e gli edifici dell'Istituto, negoziando un contratto di locazione con l'amministrazione.

### Ministero episcopale
Il 22 dicembre 1906 fu nominato vescovo di Soissons, grazie alla legge di separazione e alla successiva rottura del regime concordatario nazionale, che riattribuì al Papa la piena libertà di effettuare nomine all'interno dell'episcopato francese. Fu consacrato vescovo il 31 gennaio 1907 nella chiesa di Saint-Joseph-des-Carmes a Parigi e fu insediato a Soissons il 5 febbraio 1907.
Giunto a Soissons, si dedicò immediatamente a risolvere i problemi legati all'applicazione della legge sulla separazione tra Chiesa e Stato e nel 1908 convocò un sinodo diocesano per riorganizzare la diocesi e le sue parrocchie.
Durante la Prima guerra mondiale, si trovò ad affrontare l'invasione tedesca e la guerra totale. Nel settembre 1914:
(Eric Alary, La Grande Guerre des civils. 1914-1919, 2013)
La città di Soissons era stata occupata, liberata e bombardata più volte.
Il 14 gennaio 1915, mentre la sede della sua diocesi era sotto un pesante bombardamento, si ritirò a Château-Thierry, dove stabilì temporaneamente l'amministrazione diocesana fino al ritorno a Soissons nell'aprile 1917. L'ultima offensiva tedesca del marzo 1918 lo costrinse a lasciare nuovamente Soissons e a trasferirsi al seminario di Carmes a Parigi. Tornò a Soissons dopo l'11 novembre 1918.
Profondamente colpito dall'impatto disastroso del conflitto sulla sua città episcopale e sui suoi parrocchiani, allorché 585 comuni ebbero le loro chiese distrutte, Pierre-Louis Péchenard pubblicò nel 1918 un'opera dedicata al "martirio di Soissons", attaccando i crimini di guerra perpetrati dal nemico: 
(Mgr. Péchenard, La grande guerre: le martyre de Soissons)
E l'ex rettore dell'Institut catholique de Paris, attaccando il belligerante sconfitto, riprese la propria lotta filosofica della fine degli anni Novanta del XIX secolo:
(Mgr. Péchenard, La grande guerre: le martyre de Soissons)
Di fronte alle distruzioni della Prima guerra mondiale, si impegnò a ricostruire le chiese della sua diocesi e a riorganizzarla. Stanco, nel marzo 1919 chiese a Roma di nominare un vescovo ausiliare o coadiutore che lo aiutasse. Morì a Soissons il 27 maggio 1920 per un attacco di cuore.
Postumo, il 2 luglio 1920, gli fu conferita la Citazione all'Ordine della Nazione per i suoi meriti civici, con la seguente motivazione:

## Genealogia episcopale
La genealogia episcopale è:
- Cardinale Scipione Rebiba
- Cardinale Giulio Antonio Santori
- Cardinale Girolamo Bernerio, O.P.
- Arcivescovo Galeazzo Sanvitale
- Cardinale Ludovico Ludovisi
- Cardinale Luigi Caetani
- Cardinale Ulderico Carpegna
- Cardinale Paluzzo Paluzzi Altieri degli Albertoni
- Papa Benedetto XIII
- Papa Benedetto XIV
- Papa Clemente XIII
- Cardinale Giovanni Francesco Albani
- Cardinale Carlo Rezzonico
- Cardinale Antonio Dugnani
- Arcivescovo Jean-Charles de Coucy
- Cardinale Gustave-Maximilien-Juste de Croÿ-Solre
- Vescovo Charles-Auguste-Marie-Joseph Forbin-Janson
- Cardinale François-Auguste-Ferdinand Donnet
- Vescovo Charles-Emile Freppel
- Cardinale Louis-Henri-Joseph Luçon
- Vescovo Pierre-Louis Péchenard

## Araldica
- Blasonatura:[16] D'argento, allo scaglione di rosso accompagnato da tre martin pescatori al naturale, quello in punta sormontante 2 rami di ulivo di verde in decusse.
- Motto: Justitia et pax.

## Opere
- Histoire de La Neuville-aux-Tourneurs, canton de Signy-le-Petit (Ardennes), 1 vol., Reims, Michaud, 1872; 2e éd. revue & augmentée : Reims, impr. coopérative, 1887.
- De schola Remensi decimo saeculo disseruit, tesi, 1875.
- Jean Juvénal des Ursins: historien de Charles VI, Évêque de Beauvais et de Laon, Archevêque-Duc de Reims : étude sur sa vie & ses œuvres, tesi, E. Thorin, 1876.
- Histoire de Gespunsart, Charleville, A. Pouillard, 1877 & Charleville, G. Lenoir, 1906
- Histoire de l'Abbaye d'Igny de l'Ordre de Cîteaux au diocèse de Reims, avec pièces justificatives inédites, impr. coopérative, 1883.
- gallica.bnf.fr De Reims à Jérusalem en 1893, Reims, Dubois-Poplimont, 1893; riedizione Hachette Livre BNF, 2013.
- Congrès eucharistique de Reims : Rapport sur le congrès eucharistique de Jérusalem, impr. de l'archevêché, 1894.
- Les reliques de Saint Remi, archevêque de Reims, apôtre de la France : Étude historique sur leur conservation jusqu’à nos jours, H. Lepargneur, 1898.
- Un siècle: mouvement du monde de 1800 à 1900, Paris, Giard, 1900.
- Deux confesseurs de la foi : Vincent Abraham et Antoine-Charles-Octavien Du Bouzet, massacrés à Paris les 2 et 3 septembre 1792, Paris, J. Mersch, 1901[18].
- gallica.bnf.fr L'Institut catholique de Paris : 1875-1901, Paris, Charles Poussielgue, 1902
- Vers l'Action, Paris : Librairie Bloud & Cie, 1907.
- La grande guerre: le martyre de Soissons (août 1914-juillet 1918), Paris, G. Beauchesne, 1918.

### Discorsi
- Discours prononcé à la distribution des prix du petit séminaire de Reims, le 2 août 1877, impr. coopérative de Reims, 1877.
- Panégyrique du bienheureux Urbain II, pronunciato nella chiesa di Châtillon-sur-Marne, nell'occasione della benedizione della prima pietrea del suo monumento, il 3 agosto 1879, impr. de N. Monce, 1879.
- Pèlerinage eucharistique du Saint-Lieu à Gespunsart : Allocution prononcée à l'occasion du rétablissement des croix, le 14 septembre 1884, Reims, Impr. coopérative, 1884.
- Discours prononcé à l'occasion de la bénédiction de l'église de Thilay (Ardennes), le 26 août 1889, Impr. coopérative, 1889.
- Panégyrique de saint Vincent de Paul, pronunciato nella chiesa della congregazione della Missione, a Parigi, il 19 luglio 1889, Reims, impr. coopérative, 1889.
- Panégyrique du bienheureux Guerric, pronunciato all'abbazia di Notre-Dame d'Igny, il 19 agosto 1890, impr. de l'archevêché, 1890.
- Panégyrique de sainte Geneviève, pronunciato nella chiesa di Santa Genoveffa, a Reims, il 9 febbraio 1890, Reims, impr. coopérative, 1890.
- Discours sur les cercles catholiques, pronunciato alla cattedrale di Reims, il 3 maggio 1891, impr. de l'archevêché, 1891.
- Couvent de Nazareth à Reims, discorso pronunciato nell'occasione della benedizione della cappella, il 22 aprile 1891, imp. de l'archevêché, 1891.
- Éloge de dom Marlot, grand prieur de l'abbaye de Saint-Nicaise, historien de Reims, prononcé dans la basilique de Saint-Remi, le 6 décembre 1891, pour le cinquantenaire de l'Académie de Reims, Reims, impr de l'Académie (N. Monce), 1891
- gallica.bnf.fr Discours d'ouverture de l'Académie nationale de Reims, séance publique du 6 juillet 1893, travaux de l'Académie nationale de Reims, vol.93, Reims, F. Michaud, 1892-1893.
- Bénédiction de l'église Saint-Jean-Baptiste, à Reims, 19 mars 1893 : Discours inaugural, Reims, Impr. de l'archevêché, 1893.
- 496-1896 : Le Jubilé national, discours d'ouverture du centenaire, Impr. de l'archevêché, 1896.
- Panégyrique de Saint Pierre Fourier, pronunciato al Convento della Congregazione di Notre-Dame di Reims, il 7 luglio 1897, Reims, Impr. de l'Archevêché, 1897.
- Le seul Maître : Jésus-Christ, discorso pronunciato alla messa di rientro, il 4 novembre 1899, Institut catholique de Paris, Impr. de F. Levé, 1899.
- Panégyrique de saint Méen d'Attigny, pronunciato il 12 giugno 1900, Attigny, Déroche-Chatelain, 1901.
- L'Alcoolisme et la jeunesse, discorso pronunciato a Liegi, il 19 aprile 1903, all'assemblea generale della Société « le Bien-Être social », impr. de N. Monce, 1903.
- L'Église et la question sociale, discorso pronunciato alla festa corporativa del libro, il 10 maggio 1903, estratto da « l'Association catholique, revue des questions sociales et ouvrières », Paris, E. Vitte, 1903.
- Panégyrique de la bienheureuse Jeanne d'Arc, pronunciato ad Amiens, il 26 novembre 1909, Soissons, Impr. de l'Argus soissonnais, 1909
- Panégyrique du bienheureux Jean de Montmirail, pronunciato a Montmirail, il 26 settembre 1909, Soissons, Impr. de l'Argus soissonnais, 1909

### Lettere pastorali
La sua attività di vescovo lo portò a scrivere lettere pastorali, una copia delle quali si trova su Gallica: Lettera n. 53 del luglio 1911